# Preben Rist
Preben J. Rist (* 10. Januar 1885 in Kopenhagen; † 12. Februar 1967 ebenda) war ein dänischer Schauspieler und Regisseur.

## Leben
Rist war zunächst als Versicherungsagent tätig und hatte sich auch als Schriftsteller versucht. Als filmischer Autodidakt und Abenteurer unternahm er Reisen rund um den Globus. Diese führten ihn u. a. bis nach Sibirien und die USA und brachten ihm 1913 in Amerika erste Kontakte mit Filmleuten (der Produktionsfirma Vitagraph) ein.
1914 kehrte Rist in die dänische Heimat zurück, dort stand er vor allem in Filmen unter der Regie von August Blom vor der Kamera. Meist musste sich der schmalgesichtige Kopenhagener mit dem akkuraten Mittelscheitel mit recht kleinen Rollen zufriedengeben.
Inmitten des Ersten Weltkriegs wurde Preben nach Deutschland verpflichtet; dort gab er seinen Einstand in einem Stuart-Webbs-Serienkrimi. Laut eigener Aussage will Preben Rist bis Mitte der 1920er Jahre an rund 200 Filmen (überwiegend als Schauspieler) beteiligt gewesen sein.
Nach elf Jahren Deutschlandaufenthalt kehrte der Kopenhagener in seine dänische Heimat zurück, wo er sich schließlich als Kauf- bzw. Geschäftsmann versuchte.

## Filmografie (Auswahl)
- 1914: Tempeldanserindens elskov
- 1914: Et læreear
- 1914: Eventyrersken
- 1914: Revolutionshochzeit (Revolutionsbryllup)
- 1914: Die Waffen nieder! (Ned med vaabnene !)
- 1915: Den vanærede
- 1915: Liebe, die alles trägt (Sønnen)
- 1916: Der Mann ohne Kopf
- 1916: Der Amateur
- 1916: Unter heißer Zone
- 1917: Der weiße Schrecken
- 1918: Maria Magdalena (auch Regie)
- 1918: Der lachende Tod
- 1918: Der grüne Vampyr
- 1919: Wehrlose Opfer
- 1919: Die Prostitution (2 Teile)
- 1919: Verlorene Töchter, 3. Teil
- 1919: Nur ein Zahnstocher
- 1920: Die Augen als Ankläger
- 1920: Nirvana, 6 Teile
- 1920: Falschspieler
- 1920: Manolescus Memoiren
- 1920: Ferréol
- 1920: Die Diktatur der Liebe, 1. Teil
- 1921: Das Geheimnis der sechs Spielkarten, 1. und 2. Teil
- 1921: Die Liebschaften des Hektor Dalmore
- 1921: Aus den Akten einer anständigen Frau
- 1921: Die Ratten
- 1921: Der Eisenbahnkönig (2 Teile)
- 1921: Aus dem Schwarzbuch eines Polizeikommissars, 1. Teil
- 1922: Mignon (auch Regie)
- 1923: Der große Sensationsprozeß
- 1923: Gobseck (nur Regie)